# 愛媛県立今治南高等学校
愛媛県立今治南高等学校（えひめけんりついまばりみなみこうとうがっこう）は、愛媛県今治市にある高等学校。
部活動が盛んで、ボート部・剣道部・柔道部・弓道部、創作ダンス部・放送部・写真部が過去、全国大会に出場した。また、野球部も甲子園出場経験がある（1964年夏〈第46回〉、1965年春〈第37回〉、1967年夏〈第49回〉）。

## 沿革
- 1926年（大正15年）4月1日 - 組合立越智中学校（旧制）として開校。
- 1944年（昭和19年）4月1日 - 愛媛県立越智中学校になる。
- 1948年（昭和23年）4月1日 - 越智中学校を愛媛県立越智高等学校に改称。愛媛県立大島高等学校（定時制課程、のちの大島分校）設立が認可される。
- 1949年（昭和24年）9月1日 - 越智高校を愛媛県立今治南高等学校に改称。
- 2005年（平成17年） - 愛媛県立大島高等学校が今治南高大島分校になる。
- 2009年（平成21年） - 大島分校が廃校になる。

## 学科
- 普通科
- 園芸クリエイト科

## 所在地
〒794-0015 愛媛県今治市常盤町7丁目2-17

## 本校出身の著名人
- 青野敏行 - お笑いタレント、俳優、吉本興業所属
- 中野聡子 - お笑い芸人（日本エレキテル連合）
- 重松通雄 - 元プロ野球選手
- 大原敏夫 - 元プロ野球選手
- 金子準一 - 元プロ野球選手
- 正岡真二 - 元中日ドラゴンズ内野手
- 門田純良 - 元南海ホークス投手
- 大沢一彦 - 日本食研ホールディングス代表取締役会長
- 矢内原美邦 - ダンサー、演出家、劇作家
- 河野義光 - 柔道家
- 村上修司 - 柔道家
- 小沢雄二 - 柔道家
- 菅良二 - 政治家

## 周辺
- 愛媛県立今治西高等学校
- 今治常盤町郵便局

## アクセス
- JR四国今治駅から徒歩25分。
- せとうちバス南校前停留所から徒歩で約5分。
  - 今治駅･今治桟橋からバスで約5分･約10分。